# Clemence Sophia Harned Lozier
Pour les articles homonymes, voir Lozier (homonymie).
Clemence Sophia Harned Lozier (11 décembre 1813 - 26 avril 1888) est une femme médecin américaine. Elle est la fondatrice et doyenne du New York Medical College and Hospital for Women (en). La docteure Lozier est reconnue comme une activiste et féministe militante ayant notamment servi comme présidente de la New York City Suffrage League et de la National Woman Suffrage Association.

## Biographie
Clemence Sophia Harned, fille du fermier David Harned et de Hannah Walker Harned, est née le 11 décembre 1812 à Plainfield dans le New Jersey. Avant de résider à Plainfield, la famille a vécu en Virginie parmi les tribus indiennes. Au contact des indiens, sa mère obtient de précieuses informations médicales et botaniques. Elle devient assistante auprès des malades dans les réserves. Observant sa mère appliquer les traitements, Clemence Sophia Harned est exposée à la médecine dès son plus jeune âge. Elle est la plus jeune des treize enfants du couple bien qu'orpheline à onze ans. Tout en vivant avec ses parents dans les réserves, elle poursuit sa scolarité à la Plainfield Academy.
À l'âge de 17 ans, elle épouse Abraham Witton Lozier, un architecte de plusieurs années son aîné. Son père et son mari sont des membres dévoués de l'Église méthodiste, à laquelle elle adhère également. Pour elle, ce courant permet une meilleure reconnaissance des femmes et une ouverture aux différences d'opinions. Deux de ses frères aînés deviennent prédicateurs pour l'église, un autre, William Harned, se tourne vers la médecine.
Alors que la santé de son mari décline, Clemence Sophia Harned Lozier commence à étudier la physiologie. Dès l'âge de 19 ans, elle enseigne aux femmes et à son domicile, l'anatomie, la physiologie et l'hygiène qu'elle a appris de son frère médecin plus âgé. Pendant onze années, elle reçoit près de soixante nouvelles étudiantes par an. Celles-ci sont en majorité issues de familles éminentes. La jeune femme s'impose comme une enseignante hautement estimée, bien qu'encore non diplômée en médecine.
Abraham Witton Lozier décède en 1837. Après la mort de son époux, elle se consacre entièrement à sa formation médicale. Elle est l'une des premières professeures de la ville à soutenir l'étude de la psychologie, de l'hygiène et de l'anatomie comme des branches de l'éducation féminine. À l'époque, ces sujets ne sont pas inclus dans l'enseignement des femmes, et ses cours se sont rapidement développés. Elle les alerte notamment sur les conséquences physiologiques de la mode, comme les difformités et les problèmes respiratoires causés par les corsets. Clemence Sophia Harned Lozier continue à donner ces classes jusqu'en 1843.
Peu de temps après, elle emménage à New York, où elle continue de donner des conférences et de rendre visite aux malades. Elle se remarie plus tard avec John Baker, avant de divorcer. La fondation du New York Medical College and Hospital for Women qu'elle dirige marque le point culminant de sa carrière médicale et un réel changement dans la pratique de la médecine aux États-Unis, alors réservée aux hommes .
Clemence Sophia Harned Lozier décède des suites de troubles cardiaques deux jours après avoir prononcé le 25e discours d'ouverture du New York Medical College and Hospital for Women en avril 1888.

## Formation
Clemence Sophia Harned Lozier se forme dans un premier temps à la médecine auprès de sa mère et de son frère aîné, le médecin William Harned. Elle souhaite intégrer une école de médecine, mais les femmes n'y sont pas encore acceptées. Elle cumule les rejets auprès des grandes écoles dont le Geneva Medical College et cela, malgré la présence d'Elizabeth Blackwell. En 1849, elle est finalement autorisée à assister aux cours du Central New York College de Rochester. Elle est ensuite admise au Syracuse Eclectic College, fusion de l'Eclectic Medical Institute et du Randolph Eclectic Medical Institute. Elle est diplômée en 1853. Sa pratique est fortement influencée des recherches du médecin allemand Samuel Hahnemann et du nouveau mouvement homéopathique en médecine,.

## Carrière professionnelle

### Pratique médicale
Avant d'être admise à l'école de médecine, Clemence Sophia Harned Lozier dispose d'une vaste expérience de l'observation de la maladie dans ses pires formes chez les femmes et les enfants. Elle a déjà réalisé plus de cent vingt opérations dans l'enlèvement des tumeurs vitales. Après avoir été diplômé de l'école de médecine, elle entame une pratique privée axée sur les traitements homéopathiques et se spécialise en obstétrique et gynécologie, bien que réputée pour ses compétences chirurgicales et en particulier l'élimination des tumeurs.
Pour la Docteure Lozier, les femmes sont plus aptes à devenir médecins en raison de leur instinct naturel et des aptitudes liées à leur sexe. Elle milite pour davantage d'obstétriciennes, citant sa propre liste de patientes comme preuve des préférences et de l'appréciation des soins exercés par des femmes médecins.
En tant que première femme à lire un article scientifique devant la Société médicale de l'État de New York, la Docteure Lozier ouvre la voie aux scientifiques féminines. Elle préconise en outre l'intégration de classes de physiologie dans les écoles et prêche l'importance de cette transmission lors de réunions publiques et par écrit. Elle est la raison pour laquelle les femmes de New York peuvent enfin étudier la médecine. Avant elle, aucun institut dans la ville ne proposait de cours accessibles aux femmes. Clemence Sophia Harned Lozier est d'abord présidente et professeure clinique des maladies de la femme entre 1863 et 1867 puis doyenne et professeure de gynécologie à partir de 1867, avant de se tourner vers une pratique privée jusqu'en 1888.
L'un de ses documents les plus connus est un petit dépliant nommé Child-Birth Made Easy, qui permettait aux mères d'être informées sur les conditions d'un accouchement.

### New York Medical College and Hospital for Women
En 1860, elle démarre un cycle de conférences régulières dans son propre salon. Ces rendez-vous ont lieu pendant trois ans au cours desquels l'association A Ladie's Medical Association voit le jour dans le but de promouvoir la lecture et la transmission des connaissances sur l'anatomie des femmes. En raison de l'augmentation des inscriptions, Clemence Sophia Harned Lozier collabore avec son amie Elizabeth Cady Stanton afin d'obtenir l'autorisation de mettre en place une formation de médecine ouverte aux femmes. Elles persuadent l'État de New York de leur accorder une licence d'enseignement et en 1863, la faculté de médecine de New York pour les femmes ouvre ses portes, avant de devenir le New York Medical College and Hospital for Women. La classe inaugurale compte sept étudiantes pour un corps professoral de huit médecins : quatre femmes et quatre hommes. Nommée première présidente du collège, la Docteure Lozier soutient l'organisation avec ses propres revenus durant les sept premières années.
Dix années après l'obtention de son diplôme, Clemence Sophia Harned Lozier fonde ainsi le New York Medical College and Hospital for Women, soit l'institution la plus importante pour l'éducation homéopathique des femmes aux États-Unis. Les femmes sont depuis autorisées à se consacrer à la médecine et les patientes ont enfin la possibilité de se faire soigner par un médecin du même sexe. Parallèlement à son activité, elle lutte au sein de son propre établissement pour favoriser l'égalité des genres. Elle remplace alors des professeurs masculins par des femmes médecins. En 1866, Issac M. Ward refuse de quitter son poste, remplacé par Ann Innman. Le conflit est exposé dans la presse locale.
En 1867, après la guerre civile, elle se rend en Europe pour observer le fonctionnement des hôpitaux et rencontrer des médecins. À son retour, elle reprend l'enseignement sous les titres de doyenne de l'école et de professeure de gynécologie et d'obstétrique. Après avoir pratiqué à la trente-sixième rue pendant onze ans, les actionnaires et les investisseurs l'encouragent à agrandir le New York Medical College and Hospital for Women. Cependant, après l'achat d'un nouveau grand bâtiment, les investisseurs se retirent, forçant la Docteure Lozier à déclarer faillite en 1878. Elle perd tout, mais le collège initial perdure sur la trente-quatrième rue pendant les onze années suivantes. Le Women's Medical College devient une partie du New York Medical College en 1918.

## Engagements
Militante politique, Clemence Sophia Harned Lozier accueille les réunions mensuelles de la Société anti-esclavagiste chez elle, et offre un refuge aux Afro-Américains pendant les émeutes de juillet 1862. Elle ouvre sa maison à des personnes de couleur et collecte de la nourriture et des médicaments pour les enfants du Colored Orphan Asylum après l'incendie de l'établissement le 13 juillet 1863.
Pour son fils : « La maison était la Mecque de tous les réformateurs. Elle se tenait droite comme une forteresse, du grenier à la cave s'empilaient des munitions de guerre telles que des documents et brochures sur les inégalités faites aux femmes, des pétitions en faveur du suffrage féminin, des mouvements anti-esclavagistes et de tempérance, ou encore des textes sur les réformes sanitaires, l'arbitrage international, l'amélioration des conditions de vie des Indiens, l'éducation morale, la situation des prisons et hôpitaux psychiatriques... ».
Clemence Sophia Harned Lozier participe à la fondation de la Female Guardian Society aux côtés de Margaret Pryor avec pour objectif de venir en aide aux femmes et enfants des quartiers pauvres et centres pénitentiaires de New York. Pendant sept années, elles rendent visite aux populations mises de côté dans le cadre de la Moral Reform Society et notamment la New York Female Moral Reform Society, en prescrivant traitements et médicaments.
Proche d'Elizabeth Cady Stanton, elle est également connue comme une fervente suffragette engagée pour le droit de vote des femmes. Elle défend encore le droit de ses étudiantes à suivre des cours avec des hommes au Bellevue Hospital College en influençant l'opinion lors de réunions publiques. Elle se présente comme un soutien important pour les droits des femmes dans les salles d'audience en défendant avec succès la libération d'Hester Vaughn, condamnée à mort et à tort pour infanticide. Lorsque Susan B. Anthony est condamnée pour avoir voté, elle convoque une réunion publique pour critiquer la décision du juge Hunt.
Clemence Sophia Harned Lozier a été présidente de plusieurs organisations importantes, notamment la Woman's American Temperance League, la Moral Education Society of New York, la National Woman's Suffrage Association pendant cinq ans et la New York Woman's Suffrage Society de 1873 à 1886.

## Héritage
À travers le New York Medical College and Hospital for Women, la Docteure Lozier a formé plus de 200 femmes médecins. L'hôpital a pris en charge plus de 2 000 patientes par an et a été le premier endroit où une femme pouvait être traitée par une femme, ouvrant également la voie aux femmes pour reprendre le contrôle de l'accouchement. Elle a elle-même donné naissance à sept fils, mais seul le Dr Abraham W. Lozier a survécu. Néanmoins, au moment de sa mort, elle a déjà inspiré neuf de ses proches parents à devenir médecins, dont sa belle-fille, Charlotte Denman Lozier, diplômée de l'école de médecine qu'elle a fondée.
Clemence Sophia Harned Lozier a considérablement accru la crédibilité des femmes médecins aux États-Unis. Pour Elizabeth Cady Stanton : « Il se peut que les médecins hommes ne la reconnaissent jamais comme un membre de la profession. Cependant malgré une interrogation poussée de ses patients afin de trouver quelque chose contre elle et toutes les autres machinations de ses ennemis, elle a triomphé ».